# Досието O.D.E.S.S.A.
Досието „Одеса“ (на английски: The Odessa File) е роман на Фредерик Форсайт в жанр трилър. Публикуван е през 1972 г. Разказва за млад немски репортер, който се опитва да открие СС-овски командир на концентрационен лагер.
Името ODESSA е съкращение на немската фраза Organisation der ehemaligen SS-Angehörigen, която се превежда като „Организация на бившите членове на СС“. Според книгата ODESSA е създадена преди победата над Нацистка Германия, за да защитава бившите членове на СС след войната от ветераните от войната.

## Сюжет
Внимание:  Текстът по-долу разкрива сюжета на произведението (или части от него)!
През 1963 Петер Милер, немски репортер, успява да проследи линейка до дома на Саломон Таубер, оцелял от холокоста, който се е самоубил. Негов приятел в полицията му дава дневниа на мъртвия. Милер го прочита и открива, че Таубер е бил в концентрационния лагер в Рига, под ръководството на Едуард Рошман, който имал прякора „касапина на Рига“. Също научава, че Таубер е видял как Рошман е застрелял капитан от немската армия. Милер предприема издирване на „касапина“.
След като посещава няколко офиса, следвайки историята, осъзнава, че трябва да издирва бившите нацисти. Неговото разследване го води при известния австрийски детектив Симон Визентал, който му казва за ODESSA.
Той се среща с група от оцелели от концентрационния лагер, които са се включили в разследването на немски военни престъпници и искат да ги убият. Той ги питал как да проникне в тила на ODESSA. По-късно той се среща с бивш член на СС, който е бил с чин сержант. След това посещава адвокат, работещ за ODESSA и след внимателен оглед, се среща с фалшификатор на паспорти, който помага на членовете на организацията да избягат.
Бавно Милер разплита цялата система.
Но неговата идентичност е компрометирана – негово злеобмислено решение да използва собствената си кола му изиграва лоша шега и бившите есесовци започват да го преследват.
ODESSA изпраща най-добрите си атентатори да убият Милер. Репортерът се измъква от капана по случайност: инсталираната в колата му бомба не го взривява поради конструкцията на колата му.
Милер разказва, че не преследва Рошман, който случайно среща, за да отмъсти за убитите от него евреи. Иска да го убие, за да отмъсти за баща си, капитана от немската армия.
Милер, след като за момент се отпуска е обезоръжен и отвлечен от човек от ODESSA. Така Рошман успява да избяга и да хване полет за Аржентина. Нападателят на репортера е убит израелски агент, който спасява Милер и го закарва в болница.

## Филмова адаптация
Филмовата адаптация е създадена през 1974 с участието на Джон Войт и Максимилиан Шел, с режисурата на Роналд Ним и музиката на Андрю Лойд Уебър. Историята е опростена и доняъде изменена. Там Милер убива Рошман.